# Rów odprowadzający
Rów odprowadzający – rów służący do szybkiego odprowadzania poza pas drogowy wody zebranej w rowach wodnych przydrożnych i stokowych.
Woda z rowów stokowych nie powinna być odprowadzona do rowów przydrożnych ponieważ rowy te powinny odciążać rowy przydrożne. Do odprowadzania wody z rowu przydrożnego lub przepustu w kierunku poprzecznym od trasy drogowej służą najniższe miejsca, wykorzystuje się zagłębienia terenu. Pochylenie rowu powinno być dostatecznie duże, aby uniknąć zatrzymania się wody. Dno rowu odprowadzającego powinno się znajdować niżej od najniższego punktu ukopu lub rowu przydrożnego.